# Ganimedes (eunuch)
Ganimedes (I wiek p.n.e.) królewski eunuch, piastun i doradca Arsinoe IV.
W 48 p.n.e., podczas oblężenia dzielnicy pałacowej przez wojska Achillasa w trakcie wojny aleksandryjskiej, umożliwił ucieczkę księżniczki Arsinoe z niewoli rzymskiej. Po ogłoszeniu Arsinoe królową Egiptu przez lud Aleksandrii faktycznie przejął ster rządów, doprowadzając do odsunięcia i stracenia Achillasa po czym objął dowództwo armii. Po uwolnieniu Ptolemeusza XIII przez Cezara, został odsunięty przez króla od sprawowania władzy.